# Friedrich Avemarie (Theologe)
Friedrich Avemarie (* 19. Oktober 1960 in Gießen; † 12. Oktober 2012) war ein deutscher evangelischer Theologe und Neutestamentler.

## Leben
Nach der Promotion 1994 in Tübingen zum Dr. theol. und Habilitation ebenda 2000 lehrte er als Professor für Neues Testament und Antikes Judentum an der Universität Marburg.

## Schriften (Auswahl)
- Tora und Leben. Untersuchungen zur Heilsbedeutung der Tora in der frühen rabbinischen Literatur. Tübingen 1996, ISBN 3-16-146532-6.
- als Herausgeber mit Hermann Lichtenberger: Auferstehung. Resurrection. The Fourth Durham-Tübingen Research Symposium Resurrection, Transfiguration and Exaltation in Old Testament, Ancient Judaism and Early Christianity (Tübingen, September 1999). Tübingen 2001, ISBN 3-16-147534-8.
- Die Tauferzählungen der Apostelgeschichte. Theologie und Geschichte. Tübingen 2002, ISBN 3-16-147639-5.
- Jörg Frey und Angela Standhartinger als Herausgeber: Neues Testament und frührabbinisches Judentum. Gesammelte Aufsätze. Tübingen 2013, ISBN 3-16-152600-7.